# Bothia
Bothia — рід грибів родини Boletaceae. Назва вперше опублікована 2007 року.

## Класифікація
До роду Bothia відносять 2 види:
- Bothia castanella
- Bothia fujianensis